# Pliciloricus leocaudatus
Pliciloricus leocaudatus är en djurart som beskrevs av Heiner och Kristensen 2005. Pliciloricus leocaudatus ingår i släktet Pliciloricus, och familjen Pliciloricidae. Inga underarter finns listade i Catalogue of Life.